# Next Semester
《Next Semester》是美国音乐组合Twenty One Pilots的一首歌曲，在2024 年 3 月 27 日通过Fueled by Ramen发行，是他们即将发行的第七张录音室专辑《Clancy》的第二首单曲。  
这首歌对应的音乐录影带由安德鲁·多诺霍执导。歌曲同一天，乐队宣布了“克兰西世界巡演”的行程信息。  

## 背景及发布
粉丝们发现亚马逊音乐开始显示“Next Semester”的曲目长度，使得他们怀疑这首歌将是专辑中的下一首单曲。乐队于 3 月 23 日正式宣布这首歌曲将在“下周”发行，并附上约瑟夫和敦在一个小场地演奏的音乐录影带的预告片。
该曲目连同音乐录影带于3月27日星期三发布

## 作品
这首歌的歌词讲述了焦虑感，以及主角站在一辆行驶的汽车前险些被撞的难忘记忆。  据约瑟夫说，这首歌“是关于大学时期的恐慌发作”。 

## 音乐录影带
该影片由安德鲁·多诺霍 (Andrew Donoho) 执导，马克·C·埃什勒曼 (Mark C. Eshleman) 和泰勒·约瑟夫 ( Tyler Joseph)进行部分剪辑。该影片的演员包含在社交媒体上招募的群众演员，并于3月17日星期日在洛杉矶一个名为The Smell的小型场地拍摄。在拍摄过程中，约瑟夫告诉粉丝，这段影片来自他的一个梦。
上传到YouTube 的音乐录影带记录了乐队在人群面前现场表演这首歌。影片的其余部分不断地在音乐会的镜头和约瑟夫站在夜间灯光昏暗的道路的场景之间切换。 截至2024年3月29日，影片观看次数已超过150万次。 

## 曲目列表
| 数字下载 / 流式播放 | 数字下载 / 流式播放 | 数字下载 / 流式播放 |
| 曲序                | 曲目                | 时长                |
| ------------------- | ------------------- | ------------------- |
| 1.                  | Next Semester       | 3:54                |